# Mesochorus villosus
Mesochorus villosus là một loài tò vò trong họ Ichneumonidae.